# Ostravak Ostravski (film)
Ostravak Ostravski je český film režiséra Davida Kočára z roku 2016, natočený podle scénáře Vladislava Kučíka, na motivy knih blogera vystupujícího pod jménem Ostravak Ostravski.

## Obsazení
| Igor Chmela     | Jarek Ostravski |
| Jitka Smutná    | matka           |
| Dušan Sitek     | otec            |
| Ondřej Maňák    | Pepan           |
| Jitka Ježková   | sekretářka      |
| Pavel Kikinčuk  | ředitel         |
| Jarmila Hašková | Furdebaníková   |
| Filip Čapka     | Beďa            |
| Michal Čapka    | Kuboš           |
| Věra Špinarová  | Věra Špinarová  |

## Produkce
- Režie: David Kočár
- Scénář: Vladislav Kučík, David Kočár
- Kamera: Martin Dedek
- Střih: Miroslav Bláha
- Hudba: Dalibor Mráz